# Trentino Volley 2019-2020
Questa voce raccoglie le informazioni riguardanti la Trentino Volley nelle competizioni ufficiali della stagione 2019-2020.

## Organigramma societario
Area direttiva
- Presidente: Diego Mosna
- Segreteria generale: Chiara Candotti
- Amministrazione: Laura Corradini
- General manager: Bruno Da Re
- Team manager: Riccardo Michieletto
- Responsabile logistica: Giuseppe Borgono, Matteo Daldoss
- Responsabile palasport: Antonio Brentari

Area tecnica
- Allenatore: Angelo Lorenzetti
- Allenatore in seconda: Francesco Petrella
- Assistente allenatore: Dante Boninfante
- Scout man: Mattia Castello
- Responsabile settore giovanile: Francesco Conci, Riccardo Michieletto

Area comunicazione
- Addetto stampa: Francesco Segala
- Speaker: Gabriele Biancardi
- Fotografo: Marco Trabalza

Area marketing
- Area commerciale: Roberto Brughera, Cristina Giordano, Marco Oberosler, Graziana Pisetta

Area sanitaria
- Medico: Mauro Bortoluzza
- Preparatore atletico: Alessandro Guazzaloca
- Fisioterapista: Alessandro Russo

## Rosa
| N° | Nome                   | Ruolo | Data di nascita  | Nazionalità sportiva |
| -- | ---------------------- | ----- | ---------------- | -------------------- |
| 2  | Aaron Russell          | S     | 4 giugno 1993    | Stati Uniti          |
| 5  | Alessandro Michieletto | S     | 5 dicembre 2001  | Italia               |
| 6  | Nicola Daldello        | P     | 6 maggio 1983    | Italia               |
| 7  | Luca Vettori           | O     | 26 aprile 1991   | Italia               |
| 8  | Carlo De Angelis       | L     | 10 gennaio 1996  | Italia               |
| 9  | Simone Giannelli       | P     | 9 agosto 1996    | Italia               |
| 10 | Jenia Grebennikov      | L     | 13 agosto 1990   | Francia              |
| 11 | Davide Candellaro      | C     | 7 giugno 1989    | Italia               |
| 12 | Mitar Đurić            | O     | 25 aprile 1989   | Grecia               |
| 15 | Lorenzo Codarin        | C     | 3 settembre 1996 | Italia               |
| 16 | Luis Sosa              | S     | 18 maggio 1995   | Cuba                 |
| 18 | Klemen Čebulj          | S     | 21 febbraio 1992 | Slovenia             |
| 20 | Srećko Lisinac         | C     | 17 maggio 1992   | Serbia               |
| 93 | Uroš Kovačević         | S     | 6 maggio 1993    | Serbia               |

## Mercato
| Acquisti | Acquisti      | Acquisti           | Acquisti   |
| R.       | Nome          | da                 | Modalità   |
| -------- | ------------- | ------------------ | ---------- |
| S        | Klemen Čebulj | Powervolley Milano | definitivo |
| O        | Mitar Đurić   | Stade Poitevin     | definitivo |
| S        | Luis Sosa     | -                  | definitivo |

| Cessioni | Cessioni             | Cessioni          | Cessioni   |
| R.       | Nome                 | a                 | Modalità   |
| -------- | -------------------- | ----------------- | ---------- |
| O        | Gabriele Nelli       | You Energy        | definitivo |
| S        | Oreste Cavuto        | Porto Robur Costa | definitivo |
| S        | Maarten van Garderen | Top Volley Latina | definitivo |

## Risultati

### Superlega

#### Girone di andata
| 1ª giornata - 20 ottobre 2019 PalaDeAndré, Ravenna                        | Porto Robur Costa  | 0 - 3 | Trentino           | 26-28, 15-25, 21-25               |
| 2ª giornata - 27 ottobre 2019 PalaTrento, Trento                          | Trentino           | 3 - 0 | Milano             | 25-20, 25-16, 25-21               |
| 3ª giornata - 6 novembre 2019 PalaCalafiore, Reggio Calabria              | Callipo            | 1 - 3 | Trentino           | 16-25, 25-21, 18-25, 22-25        |
| 4ª giornata - 9 novembre 2019 PalaTrento, Trento                          | Trentino           | 3 - 2 | BluVolley Verona   | 25-22, 25-22, 21-25, 19-25, 16-14 |
| 5ª giornata - 13 novembre 2019 PalaTrento, Trento                         | Trentino           | 3 - 1 | You Energy         | 25-20, 25-21, 19-25, 25-14        |
| 6ª giornata - 17 novembre 2019 PalaLido, Milano                           | Powervolley Milano | 1 - 3 | Trentino           | 25-18, 24-26, 18-25, 21-25        |
| 7ª giornata - 20 novembre 2019 PalaTrento, Trento                         | Trentino           | 2 - 3 | Padova             | 25-20, 20-25, 19-25, 25-23, 19-21 |
| 8ª giornata - 24 novembre 2019 PalaPanini, Modena                         | Modena             | 3 - 1 | Trentino           | 22-25, 25-23, 25-22, 25-21        |
| 9ª giornata - 27 novembre 2019 Palazzetto dello Sport, Cisterna di Latina | Top Volley Latina  | 1 - 3 | Trentino           | 26-28, 18-25, 25-19, 22-25        |
| 10ª giornata - 22 dicembre 2019 PalaTrento, Trento                        | Trentino           | 1 - 3 | Lube               | 27-29, 25-17, 14-25, 20-25        |
| 12ª giornata - 15 dicembre 2019 PalaCoccia, Veroli                        | Argos              | 0 - 3 | Trentino           | 20-25, 21-25, 16-25               |
| 13ª giornata - 1º dicembre 2019 PalaTrento, Trento                        | Trentino           | 1 - 3 | Sir Safety Perugia | 21-25, 25-20, 19-25, 23-25        |

#### Girone di ritorno
| 14ª giornata - 25 dicembre 2019 PalaTrento, Trento            | Trentino           | 3 - 1 | Porto Robur Costa  | 21-25, 30-28, 25-19, 25-21        |
| 15ª giornata - 16 gennaio 2020 Palazzetto dello Sport, Monza  | Milano             | 0 - 3 | Trentino           | 19-25, 29-31, 21-25               |
| 16ª giornata - 19 gennaio 2020 PalaTrento, Trento             | Trentino           | 3 - 1 | Callipo            | 25-23, 25-23, 13-25, 25-21        |
| 17ª giornata - 22 marzo 2020 PalaOlimpia, Verona              | BluVolley Verona   | -     | Trentino           | annullata                         |
| 18ª giornata - 2 febbraio 2020 PalaBanca, Piacenza            | You Energy         | 1 - 3 | Trentino           | 25-23, 22-25, 16-25, 21-25        |
| 19ª giornata - 5 febbraio 2020 PalaTrento, Trento             | Trentino           | 3 - 1 | Powervolley Milano | 19-25, 25-23, 25-22, 25-22        |
| 20ª giornata - 9 febbraio 2020 PalaSanLazzaro, Padova         | Padova             | 2 - 3 | Trentino           | 25-19, 20-25, 18-25, 30-28, 18-20 |
| 21ª giornata - 16 febbraio 2020 PalaTrento, Trento            | Trentino           | 1 - 3 | Modena             | 20-25, 25-21, 25-27, 22-25        |
| 22ª giornata - 18 marzo 2020 PalaTrento, Trento               | Trentino           | -     | Top Volley Latina  | annullata                         |
| 23ª giornata - 8 marzo 2020 PalaCivitanova, Civitanova Marche | Lube               | 3 - 2 | Trentino           | 22-25, 21-25, 25-18, 25-22, 15-13 |
| 25ª giornata - 2 marzo 2020 PalaTrento, Trento                | Trentino           | 3 - 0 | Argos              | 25-21, 25-18, 25-17               |
| 26ª giornata - 29 marzo 2020 PalaEvangelisti, Perugia         | Sir Safety Perugia | -     | Trentino           | annullata                         |

### Coppa Italia

#### Fase a eliminazione diretta
| Quarti di finale - 23 gennaio 2020 PalaLido, Milano             | Powervolley Milano | 0 - 3 | Trentino | 23-25, 19-25, 19-25               |
| Semifinali - 22 febbraio 2020 Unipol Arena, Casalecchio di Reno | Lube               | 3 - 2 | Trentino | 15-25, 20-25, 25-16, 25-21, 15-12 |

### Supercoppa italiana

#### Fase a eliminazione diretta
| Semifinali - 1º novembre 2019 PalaCivitanova, Civitanova Marche | Sir Safety Perugia | 3 - 1 | Trentino | 21-25, 25-23, 25-21, 25-22 |

### Champions League

#### Fase a gironi
| 1ª giornata - 26 gennaio 2020 PalaCivitanova, Civitanova Marche  | Lube             | 3 - 0 | Trentino         | 25-21, 25-18, 25-15               |
| 2ª giornata - 12 dicembre 2019 PalaTrento, Trento                | Trentino         | 3 - 2 | Fenerbahçe       | 21-25, 23-25, 25-18, 25-17, 16-14 |
| 3ª giornata - 19 dicembre 2019 PalaTrento, Trento                | Trentino         | 3 - 0 | České Budějovice | 25-11, 25-16, 25-21               |
| 4ª giornata - 30 gennaio 2019 Burhan Felek Spor Salonu, Istanbul | Fenerbahçe       | 1 - 3 | Trentino         | 25-17, 22-25, 27-29, 20-25        |
| 5ª giornata - 13 febbraio 2020 PalaTrento, Trento                | Trentino         | 1 - 3 | Lube             | 26-24, 29-31, 17-25, 22-25        |
| 6ª giornata - 19 febbraio 2020 Sportovní Hala, České Budějovice  | České Budějovice | 2 - 3 | Trentino         | 25-21, 25-22, 15-25, 22-25, 11-15 |

#### Fase a eliminazione diretta
| Quarti di finale (andata) - 5 marzo 2020 PalaTrento, Trento                | Trentino           | - | Jastrzębski Węgiel | annullata |
| Quarti di finale (ritorno) - 12 marzo 2020 Hala Sportowa, Jastrzębie-Zdrój | Jastrzębski Węgiel | - | Trentino           | annullata |

## Statistiche

### Statistiche di squadra
| Competizione        | Punti | In casa | In casa | In casa | In trasferta | In trasferta | In trasferta | Totale | Totale | Totale |
| Competizione        | Punti | G       | V       | P       | G            | V            | P            | G      | V      | P      |
| ------------------- | ----- | ------- | ------- | ------- | ------------ | ------------ | ------------ | ------ | ------ | ------ |
| Superlega           | 45    | 11      | 7       | 4       | 10           | 8            | 2            | 21     | 15     | 6      |
| Coppa Italia        | -     | 0       | 0       | 0       | 1            | 1            | 0            | 2      | 1      | 1      |
| Supercoppa italiana | -     | -       | -       | -       | -            | -            | -            | 1      | 0      | 1      |
| Champions League    | 10    | 3       | 2       | 1       | 3            | 2            | 1            | 6      | 4      | 2      |
| Totale              | -     | 14      | 9       | 5       | 14           | 11           | 3            | 30     | 20     | 10     |

G = partite giocate; V = partite vinte; P = partite perse